# Aigner Park

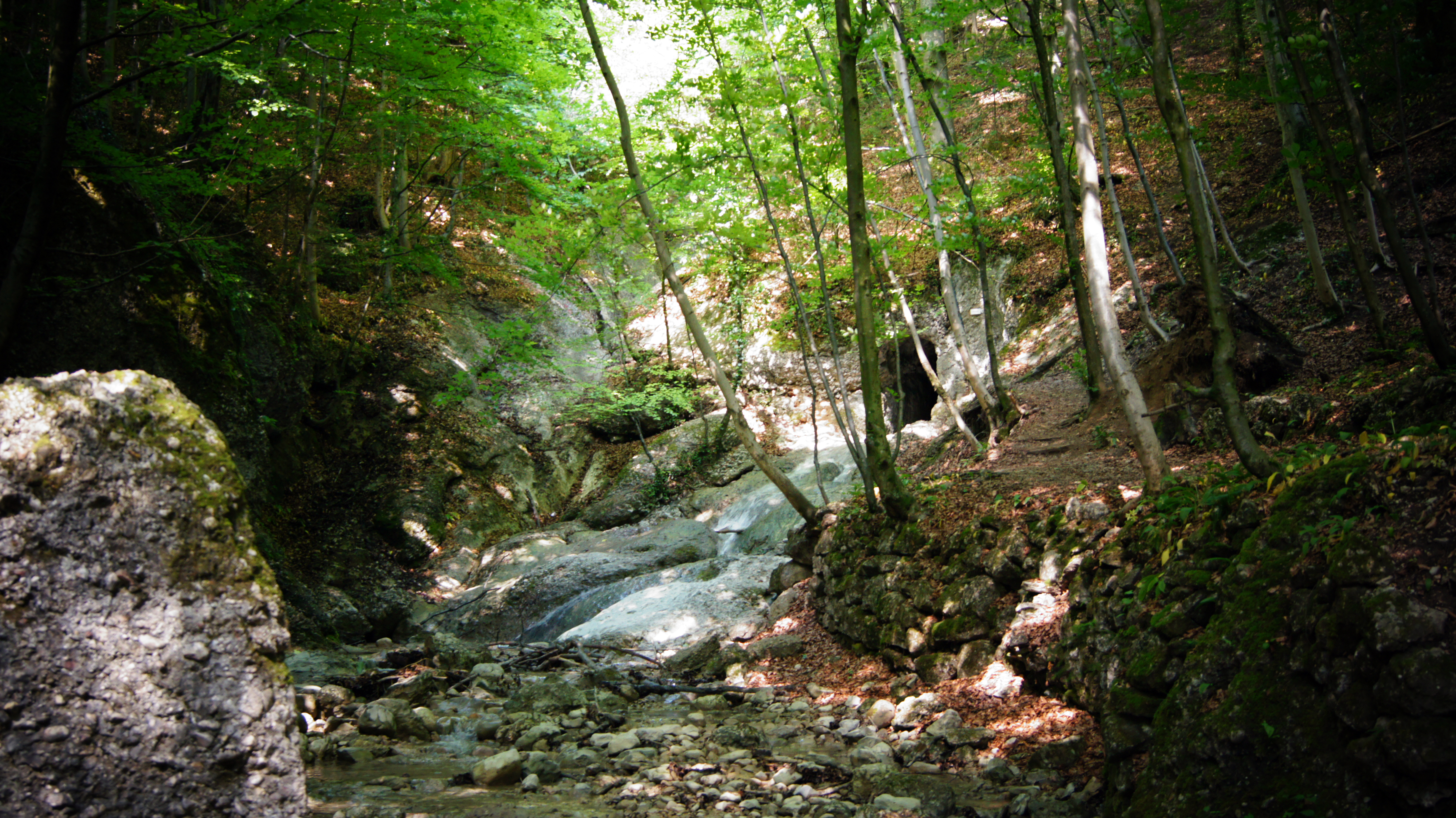
Der Aigner Park mit der Unteren Grotte

Der Aigner Park liegt am Fuß des Gaisberges im Salzburger Stadtteil Aigen nächst dem Schloss Aigen und der Pfarrkirche Salzburg-Aigen. Er steht unter Denkmalschutz und wurde 1980 zum geschützten Landschaftsteil erklärt. Der Park mit seinen Wegen, Aussichtspunkten, Grotten und Wasserfällen ist ein wichtiges Denkmal der Gartenkunst des frühen 19. Jahrhunderts.

## Geschichte
Das Schloss Aigen wird bereits 1402 als Besitz des Domkapitels erwähnt. Die heilkräftige Bitterquelle im späteren Aigner Park wird erstmals 1524 in einer Druckschrift des erzherzoglichen Leibarztes gepriesen. Unter Fürsterzbischof Max Gandolf Kuenburg wurde von Johann Josef Kuenburg, einem Vetter des Erzbischofs 1680 ein Gasthaus errichtet. Die Fassung der Quelle, welche im Lauf der Jahrhunderte ihren Bittersalzanteil zunehmend verloren hatte, wurde 1944 von einer amerikanischen Fliegerbombe getroffen und verschüttet.
Eine erste Parkanlage abseits des kleinen Barockgartens errichtete als neuer Eigentümer der Sekretär von Johann Josef Kuenburg, Franz Josef Waldherr nach dem Jahr 1727. Basil Optatus von Amann ließ die Badanlagen und den Park wesentlich erweitern und mit Skulpturen, „Altären“, einer „Einsiedlerklause“, einem „Grabhügel“, einem „Bauernhäuschen“, sowie mit Blumenbeeten und künstlichen Ruinenteilen zu schmücken. Der wirtschaftliche Erfolg der Neugestaltung blieb weit hinter den Erwartungen zurück, Amann musste Schloss und Park Aigen verkaufen.
Der kunstsinnige Domherr Ernst Fürst Schwarzenberg ließ 1804 den Park wesentlich ausbauen und neu gestalten. Grotten wurden zugänglich gemacht, Schluchten und Wasserfälle mit einem kunstvollen Wegenetz erschlossen, in das kleine Haine und der vielfältige bewaldete Hang des Gaisberges samt zugehörigen verschwiegenen Wieseninseln einbezogen wurden. Auch wurden Aussichtspunkte auf die alte Stadt Salzburg und auf das Alpenpanorama angelegt. Schloss Aigen war mit seinen Nebengebäuden auch Ausgangspunkt für die beliebten Wanderungen auf den Gipfeln des Gaisberges. Kurz danach wurde der Park international berühmt. Als Gartengestalter wirkten dabei der Maler Ferdinand Runk und der Kunstgärtner Sebastian Rosenegger mit.
Reste der einfachen Gestaltung sind noch gut erhalten: das historische Wegenetz, die Untere Grotte und die Obere Grotte (Gilowskyhöhle), die marmorne Brunneneinfassung der Bitterquelle, die pantheistisch gedachte Kanzel sowie die Jägerebene mit der Jägerhöhe und nicht zuletzt die steinerne Schleusenbrücke, die gemeinsam mit anderen Schaustücken das Leben der damaligen einfache Bevölkerung der Ostalpen anschaulich erklären wollte. Zuerst wurde der Park um 1970 auf Initiative von Eberhard Stüber von der Österreichischen Naturschutzjugend restauriert und behutsam ausgestaltet. In den Jahren 2016 bis 2018 wurden zuletzt Weganlagen und die Schleusenbrücke restauriert bzw. erneuert, die Aussichten wurden entsprechend dem historischen Vorgaben freigeschnitten, landschaftsgerechte Wegweiser wurden angebracht, 16 historische Schauplätze werden auf Tafeln kurz erläutert (ehrenamtliche Leitung Reinhard Medicus). Auch veranschaulichen historische Grafiken auf Tafeln die einst bedeutsame Gartenanlage.

## Die einzelnen „Schauplätze Aigner Park“ einst und heute
Texte übernommen von den vor Ort stehenden Schautafeln der Stadt Salzburg (Gestaltung R. Medicus):
1. Der Freundschaftsberg – Vor 1780 wurde auf dem Rücken des Freundschaftsberges ein Rundweg kunstvoll mit Zierbäumen und Ziersträuchern, etrurischen Vasen, ägyptischen Urnen, chinesischen Türmchen, Obelisken und auch mit einem Altar der Freundschaft ausgestaltet, welcher dem kleinen Berg seinen Namen gab.
2. Der Badquell-Platz mit der einstigen Bitterquelle: Schon 1524 und erneut 1787 lobten Druckschriften die Heilkraft der Bitterquelle zu Aigen. Das Quellwasser laugte hier allmählich bittersalzhaltige Gesteine aus. Vor allem im 19. Jahrhundert waren Badekuren mit dem Heilwasser sehr beliebt.
3. Galerieplatz – Der Platz bietet eine idyllische Aussicht auf den Freundschaftsberg. Eine schmucke Obstbaumallee führte einst vom Schlossgarten über die Wiese zur Bitterquelle. Dahinter war der Blick frei auf Schloss Leopoldskron und die Gebirgskette des Staufengebirges bis zum Hohen Göll.
4. Vier-Schlösser-Blick – Der Blick geht hier von Schloss Neuhaus über die Wallfahrtsbasilika Maria Plain, Franziskischlössl bis zur Festung Hohensalzburg. Das nahe Schloss Aigen ist ebenfalls sichtbar.
5. Untere Grotte – Die natürlich entstandene Höhle wurde wohl erst kurz nach 1800 künstlich erweitert, mit zwei Säulen geschmückt und mit einem Eisentor verschlossen. Vermutlich war die Höhle aber schon im späten 18. Jahrhundert mit ihrem Wasserfall ein Treffpunkt der Salzburger Illuminaten-Loge Apollo.
6. Schleusenbrücke – Bei der gemauerten Brücke konnte der Bach aufgestaut werden. Mit einem künstlichen Wasserschwall zeigte man, wie die Holzarbeiter damals geschlägertes Holz zu Tal brachten. Nördlich der Brücke diente eine Schilfhütte mit einem kleinen Gärtchen als Ruheplatz.
7. Fürstin Anna Sitz – Der Sitz erinnert an die aufgeklärte Fürstin Maria Anna Schwarzenberg (1768–1848), eine nahe Verwandte der Aigner Schlossherrn, welcher auch Adalbert Stifter im „Nachsommer“ ein Denkmal setzte. Von hier ist der nahe Wasserfall gut erlebbar.
8. Felsenplatz – Der große verstürzte Felsblock besteht aus Konglomerat, einem durch Kalk verfestigten Geröll, das sich bei der alpidischen Gebirgsbildung vor 90 Millionen Jahren (Oberkreide) gebildet hat. Wegen der bunten Geröllteile wird dieser Stein geschnitten und poliert auch als Zierstein verwendet.
9. Gilowskyhöhle (Fuchsloch) – Die obere Grotte ist durch Hangrutschungen im Nordosten des Aigner Parks natürlich entstanden. Im Jahr 1787 machte sie Hofrat Joseph Ernst Gilowsky von Urasowa im Auftrag des Schlossherren Basil von Aman begehbar.
10. Jägerebene mit Jägerhöhe – Von einem lichten Hain umgeben, befand sich hier einst eine verschwiegene langgestreckte Waldwiese mit einer kleinen „Köhlerhütte“, die das einfache Leben der Waldarbeiter zeigte. Die Jägerhöhe – der höchste Punkt des Parks – gibt den Blick auf ein weites Alpenpanorama frei.
11. Kanzel (Predigtstuhl) – Mit dem Blick auf das Aigner Tal und das weite Alpenpanorama vom Untersberg bis zum Tennengebirge predigt die Landschaft hier gleichsam von den Wundern der Schöpfung. Die Kanzel war im 19. Jahrhundert ein sehr beliebtes Bildmotiv von Malern der Romantik.
12. Aussichtsplatz und Schlösschen Belvedere – Der Belvedereplatz mit seiner kleinen „Alpenhütte“ und dem Schlösschen – in „echtem englischen Stil“ mit einer Aussichtskanzel auf dem Dachboden – waren weitere beliebte Aussichtsorte. Das Schlösschen wurde später zu einem Wohnhaus umgebaut.
13. Einstiges Badhaus und Badgästehaus – Zuerst befanden sich die Wannenbäder mit dem heilsamen Wasser der Bitterquelle im Nebenstöckl des Schlosses. Vor 1800 übersiedelten sie hierher in das Badhaus. 1830 wurde daneben ein Badgästehaus gebaut. Von beiden Gebäuden sind nur Reste der Fundamente erhalten.
14. Watzmannblick – Der Watzmann am Königssee – mit der höchsten Ostalpenwand – beeindruckte im 19. Jahrhundert nicht nur Maler wie Ludwig Richter und Caspar David Friedrich sowie Bergsteiger. Weitum bekannt war die Sage des Königs Watze, der zu Fels erstarrte, nachdem er eine Hirtenfamilie durch seine Hunde hatte töten lassen.
15. Brunnenhain und einstiger Neuhausplatz – Hier befanden sich am sanft auslaufenden Gaisbergfuß unweit des murmelnden Mahbaches Quellbrunnen inmitten einer blütenreichen Feuchtwiese und daneben ein kleines idyllisches Rindenhaus.
16. Gols Bergl mit dem einstigen Stadtblick – Der Hügel wurde nach einem früheren Eigentümer des Berges, dem Domherrn Anton Willibald Wolfegg-Waldsee (* 1729; † 1821) auch Wolfegg Bergl genannt. „Gols“ ist ein lateinisches Erbe und stammt von collis = Hügel ab.